# سنگسار در ایران
ایران یکی از شش کشوری است که سنگسار را در قوانین جزائی خود گنجانده‌است، در ایران این حکم به عنوان مجازات و برای افراد متأهلی که با فرد دیگری غیر از همسر خود رابطه جنسی برقرار کنند و این رابطه با شهادت چهار شاهدی که دادگاه آنان را عادل تشخیص دهد یا چهار بار اعتراف فردی که مرتکب این عمل شده، ثابت شود قابل اجراست. اجرای این حکم در ایران همواره با موضع‌گیری‌های تند و انتقادی از جانب مجامع بین‌المللی و حقوق بشر و تلاش فعالان داخلی برای حذف این مجازات از قوانین جاری روبرو بوده‌است، از جمله کارزار قانون بی‌سنگسار که جمعی از فعالان جنبش زنان و حقوق بشر در ایران و دیگر کشورها آغاز کرده‌اند.
سنگسار در ایران عمدتا در مناطقی گزارش شده که نرخ آموزش و سواد در آن مناطق پایین است و متهمان بعضاً از مفهوم پرونده‌ای که در موردشان تشکیل شده بی‌اطلاع‌اند.
از آغاز سال ۲۰۰۳ و در پی قول شفاهی مسئولان قوه قضاییه ایران به مقام‌های اروپایی، صدور احکام سنگسار با بخشنامه‌ای از سوی رئیس قوه قضاییه (محمود هاشمی شاهرودی) متوقف شد. اما مجدداً و در سال ۲۰۰۷ چند مورد سنگسار در مشهد و تاکستان گزارش شد. مسئولان قضایی ایران اجرای حکم سنگسار در تاکستان را حاصل اشتباه قاضی دانستند.

## دیدگاه بعضی از فقیهان
حکم سنگسار در حدود ۹۰ روایت صحیح آمده‌است.
- حسین نوری همدانی: «همان‌طور که قبلاً هم جواب داده‌ایم حکم الهی تغییرپذیر نیست و کیفیت اجرای آن بستگی به نظر حاکم شرع دارد.»
- موسوی اردبیلی: «مجازات رجم قابل تغییر نیست ولی چنانچه اجرای آن برخلاف مصالح اسلام و مسلمین باشد فقیه جامع‌الشرایط می‌تواند حکم به عدم اجرای آن بدهد.»[۸]
- حسینعلی منتظری در پاسخ به پرسش رادیو فردا حکم سنگسار را حکم یهودیت و اسلام اعلام کرده‌است.[۹]
- محمدجواد غروی، سنگسار کردن زانی و زانیه را از احکام بنی اسرائیل می‌داند که خود بر دین موسی افزوده‌اند و ذکری از چنین حکمی در قرآن نیامده و در عمل قطعی پیامبر نیز وارد نشده‌است.[۱۰]
- از دیدگاه صادقی تهرانی، هدف از این مجازات، اعدام و به قتل رساندن فرد زناکار نیست؛ بلکه، تحقیر اوست…. هیچ مجازات جایگزینی برای سنگسار، وجود ندارد، یعنی نمی‌توان مرتکب زنای محصنه را به جای سنگسار، اعدام کرد یا مجازات دیگری برایش در نظر گرفت [بلکه باید همان حکم سنگسار را درباره‌اش اجرا کرد].[۱۱]

## سنگسار در دوره جمهوری اسلامی
اندازه سنگ‌هایی که پرتاب می‌شود نباید به گونه‌ای باشد که محکوم با یک یا دو سنگ کشته شود. به علاوه نباید به اندازه‌ای کوچک باشد که دیگر به آن «سنگ» نتوان گفت.
اگر جرمی که به خاطر آن سنگسار جاری می‌شود با اعتراف خود متهم یا علم قاضی ثابت شده باشد، ابتدا قاضی یا قاضیانی که حکم را صادر نموده‌اند سنگ می‌زنند و سپس افراد دیگر؛ ولی اگر جرم مربوط با شهادت شاهدان به اثبات رسیده باشد، اول شاهدان و بعد قاضی یا قاضیان حکم و پس از آن افراد دیگران سنگ می‌زنند.
اگر در حین سنگسار، مجرم از گودال بگریزد در اینصورت اگر نحوهٔ اثبات جرم او با شهادت بوده باشد، او را به گودال بازمی‌گردانند و دوباره به اجرای حکم می‌پردازند؛ ولی اگر نحوه اثبات جرم با علم قاضی یا اقرار بوده باشد، پس از فرار مجرم نیاز به اجرای حکم نخواهد بود.

### فهرست محکومان به سنگسار در ایران
- در سال ۱۳۸۵ سکینه محمدی آشتیانی به جرم «زنای محصنه» به اعدام با روش سنگسار، محکوم شد. این حکم که گمان می‌رفت در تیر ماه ۱۳۸۹ به اجرا درآید، اعتراض‌های بسیاری در داخل و خارج از ایران دربرداشته است. محمد جواد لاریجانی، دبیر کنونی ستاد حقوق بشر قوه قضائیهٔ ایران ضمن دفاع از این حکم، ابراز داشت که «اولا مجازات رجم (سنگسار) در قانون اساسی ما وجود دارد؛ اما قضات محترم دادگاه‌ها در شرایط بسیار محدود، اقدام به صدور چنین حکمی می‌کنند».[۱۳]
- هم‌زمان با افزایش مخالفت‌های جهانی با سنگسار سکینه محمدی آشتیانی، روزنامه فیگارو در روز ۹ ژوئیه به شرحی از پرونده قضایی سکینه آشتیانی و تلاش دو فرزندش، برای نجات جان مادر از حکم سنگسار پرداخت و نوشت، فرزندان سکینه در مراجعه به زندان، برای ملاقات مادر، متوجه شدند که دو زن ۲۵ و ۱۹ ساله دیگر نیز در انتظار اجرای حکم سنگسار هستند.[۱۴]

### سنگسار شدگان
- ثریا منوچهری؛ در سال ۱۳۶۵ هجری خورشیدی (۱۹۸۶ میلادی) سنگسار شد.
- چهارشنبه ۱۸ آذرماه، دادگاه کیفری استان گیلان، یک زن را به سنگسار محکوم کرد.[۱۵]
- در تاریخ ۱۳ ژانویه ۲۰۰۹ میلادی، علیرضا جمشیدی سخنگوی قوه قضائیه جمهوری اسلامی ایران، خبر اعدام دو شهروند ایرانی در شهر مشهد را با حکم سنگسار تأیید کرد. نفر سوم، که یک تبعه کشور افغانستان بوده، توانست خود را از چاله رها کرده و از مرگ نجات یابد.[۱۶][۱۷][۱۸]
- جعفر کیانی؛ پنج‌شنبه ۱۵ تیر ۱۳۸۶ در روستای آقچه کند، تاکستان در ایران سنگسار شد.[۱۹]
- در ۱۷ اردیبهشت ۱۳۸۵ محبوبه محمدی و عباس حاجی زاده در شهر مشهد سنگسار شدند.[۲۰]

### اعدام به جای سنگسار
- یک مرد به نام میثم و یک زن به نام ساره به اتهام رابطه پنهانی غیر دینی (زنای محصنه) به اعدام محکوم شدند.[۲۱]

#### آمار سنگسار
بر پایه گزارش روزنامه فرانسوی فیگارو، در تاریخ جمهوری اسلامی، ۱۵۰ (صد و پنجاه) حکم سنگسار، اجرا شده‌است.

## واکنش‌ها
- دیلما روسف، رئیس‌جمهور برزیل، در واکنش به حکم سنگسار سکینه محمدی‌آشتیانی، عمل سنگسار را بازگشت به بربریت دانست.[۲۳]

من سنگسار را تأیید نمی‌کنم. من با اعمالی دربارهٔ زنان که مربوط به سده‌های میانی باشند موافق نیستم. تردیدی در این باره نیست. من در این موضوع هیچ چشم‌پوشی نخواهم داشت.
سخنگوی کمیسیون حقوقی و قضایی مجلس با بیان اینکه عبارت رجم از قانون مجازات حذف نشده‌است، گفت: در قانون جدید، مجازاتی برای سنگسار تعیین نشده و مجازات آن منوط به مجازات شرعی شده‌است. (۱۷)